# Max Conchy
Max Conchy (* 23. Oktober 1911 in Châteauneuf-Val-Saint-Donat, Département Basses-Alpes; † 7. August 1998 in La Ciotat) war ein französischer Fußballspieler.

## Karriere
Der 179 Zentimeter große Abwehrspieler Conchy begann das Fußballspielen bei einem Amateurverein aus Sisteron in den südlichen französischen Alpen. Anschließend trug er das Trikot eines Vereins aus dem rund 50 Kilometer von Sisteron entfernten Manosque, bis der Wechsel zu Olympique Marseille gelang, wobei umstritten ist, ob dieser 1931 oder 1932 vollzogen wurde. In Marseille traf er auf seinen bereits 1930 dort angekommenen Bruder Henri Conchy (1908–1993) und stand im Kader der Mannschaft, die 1932 zu den Begründern der Division 1 als höchste nationale Profiliga zählte. 
Zu einer Zeit, in der Ein- und Auswechslungen nicht möglich waren, musste er einige Zeit auf sein Debüt in der ersten Liga warten, ehe er am 16. Oktober 1932 kurz vor seinem 21. Geburtstag bei einem 1:1 gegen den FC Sète aufgeboten wurde und in der 60. Minute direkt als Torschütze für seine Mannschaft erfolgreich war. Zwar kam er in der nachfolgenden Zeit nicht über sporadische Einsätze hinaus, doch wurde er im Verlauf der Spielzeit 1933/34 regelmäßig im nationalen Pokal eingesetzt und schaffte mit dem Team den Sprung ins Pokalendspiel 1934. Das Finale durfte er ebenfalls bestreiten, verpasste jedoch durch eine 1:2-Niederlage gegen den FC Sète einen möglichen Titelgewinn. Im Anschluss daran avancierte er zum Stammspieler in der Verteidigung der Südfranzosen und erhielt mit dem Pokalfinale 1935 zum zweiten Mal in Folge die Chance auf einen nationalen Titel. Erneut stand er dabei auf dem Platz und gewann dank eines 3:0-Siegs gegen Stade Rennes im zweiten Anlauf die Trophäe. 
Direkt nach dem Pokalsieg kehrte Conchy Marseille im Sommer 1935 den Rücken und unterschrieb beim Erstligarivalen Red Star Paris. Bei dem Hauptstadtklub war er zwar zumeist gesetzt, musste aber den Abstiegskampf antreten und entging einem möglichen Sturz in die Zweitklassigkeit nur äußerst knapp. Trotz des geschafften Ligaverbleibs entschied er sich 1936 für einen weiteren Wechsel, als er im nordfranzösischen Erstligisten SC Fives einen neuen Arbeitgeber fand. Dort verpasste er im ersten Jahr zahlreiche Partien und fand sich erst danach in der Mannschaft ein, mit der er sich wie in Paris in den unteren Tabellenbereichen wiederfand. 
1938 entschloss er sich nach drei Jahren Abwesenheit zur Rückkehr nach Marseille, fügte sich sofort wieder in die erste Elf ein und landete mit der Mannschaft 1939 auf dem zweiten Tabellenrang. Im selben Jahr wurde der offizielle Spielbetrieb bedingt durch den Zweiten Weltkrieg eingestellt, doch Conchy konnte für seinen Klub an der inoffiziell weiterhin stattfindenden Austragung der Meisterschaft im Krieg teilnehmen. Auch wenn durch die widrigen Bedingungen ein anderes Spielsystem vorgesehen war und entsprechend weniger Partien ausgetragen wurden, blieb er Stammspieler, bis er 1942 seine Profilaufbahn zunächst aufgab. Ein Jahr zuvor hatte er mit der Mannschaft den Titel der südfranzösischen Gruppe gewonnen. Während der letzten Kriegsjahre spielte er für einen Verein aus dem Marseiller Vorort Château-Gombert und in Perpignan. Am Ende der Saison 1944/45 kehrte der damals 33-Jährige für ein immer noch informelles Spiel in die Erstligamannschaft von Olympique Marseille zurück und beendete mit diesem nach 135 offiziellen Erstligapartien mit acht Toren sowie 34 inoffiziellen Erstligapartien mit zwei Toren seine aktive Laufbahn.